# Idaea ooptera
Idaea ooptera är en fjärilsart som beskrevs av Turner 1922. Idaea ooptera ingår i släktet Idaea och familjen mätare. Inga underarter finns listade i Catalogue of Life.